# Swedish Open 1971
Lo Swedish Open 1971 è stato un torneo di tennis giocato sulla terra rossa. È stata la 24ª edizione del torneo, che fa parte della categoria del Pepsi-Cola Grand Prix 1971 e del Women's International Grand Prix 1971. Il torneo si è giocato dal 5 all'11 luglio 1971 a Båstad in Svezia.

## Campioni

### Singolare maschile
Ilie Năstase ha battuto in finale  Jan Leschly con il punteggio di 6–7 6–2 6–1 6–4

### Doppio maschile
Ilie Năstase /  Ion Țiriac hanno battuto in finale  Jaime Pinto-Bravo /  Butch Seewagen con il punteggio di 7–6, 6–1

### Singolare femminile
Helga Niessen Masthoff ha battuto in finale  Ingrid Lofdahl-Bentzer con il punteggio di 4–6 6–1 6–3

### Doppio femminile
Helga Niessen Masthoff /  Heide Schildeknecht-Orth hanno battuto in finale  Anna Maria Arias-Pinto Bravo /  Linda Tuero con il punteggio di 6–2 6–1